# Gezaincourt Communal Cemetery
Gezaincourt Communal Cemetery is een begraafplaats gelegen in de Franse plaats Gezaincourt (Somme). De militaire graven worden onderhouden door de Commonwealth War Graves Commission.
De begraafplaats telt 9 geïdentificeerde Gemenebest graven uit de Eerste Wereldoorlog.